# Gemmano
Gemmano là một đô thị của tỉnh Rimini ở vùng Emilia-Romagna, có vị trí khoảng 120 km về phía đông nam của Bologna và khoảng 15 km về phía nam của Rimini. Tại thời điểm ngày 31 tháng 12 năm 2004, đô thị này có dân số là 1.144 người và diện tích là 19,2 km².
Đô thị Gemmano có các frazione (subdivision) Onferno.
Gemmano giáp các đô thị: Auditore, Mercatino Conca, Monte Colombo, Montefiore Conca, Montescudo, San Clemente, Sassofeltrio.

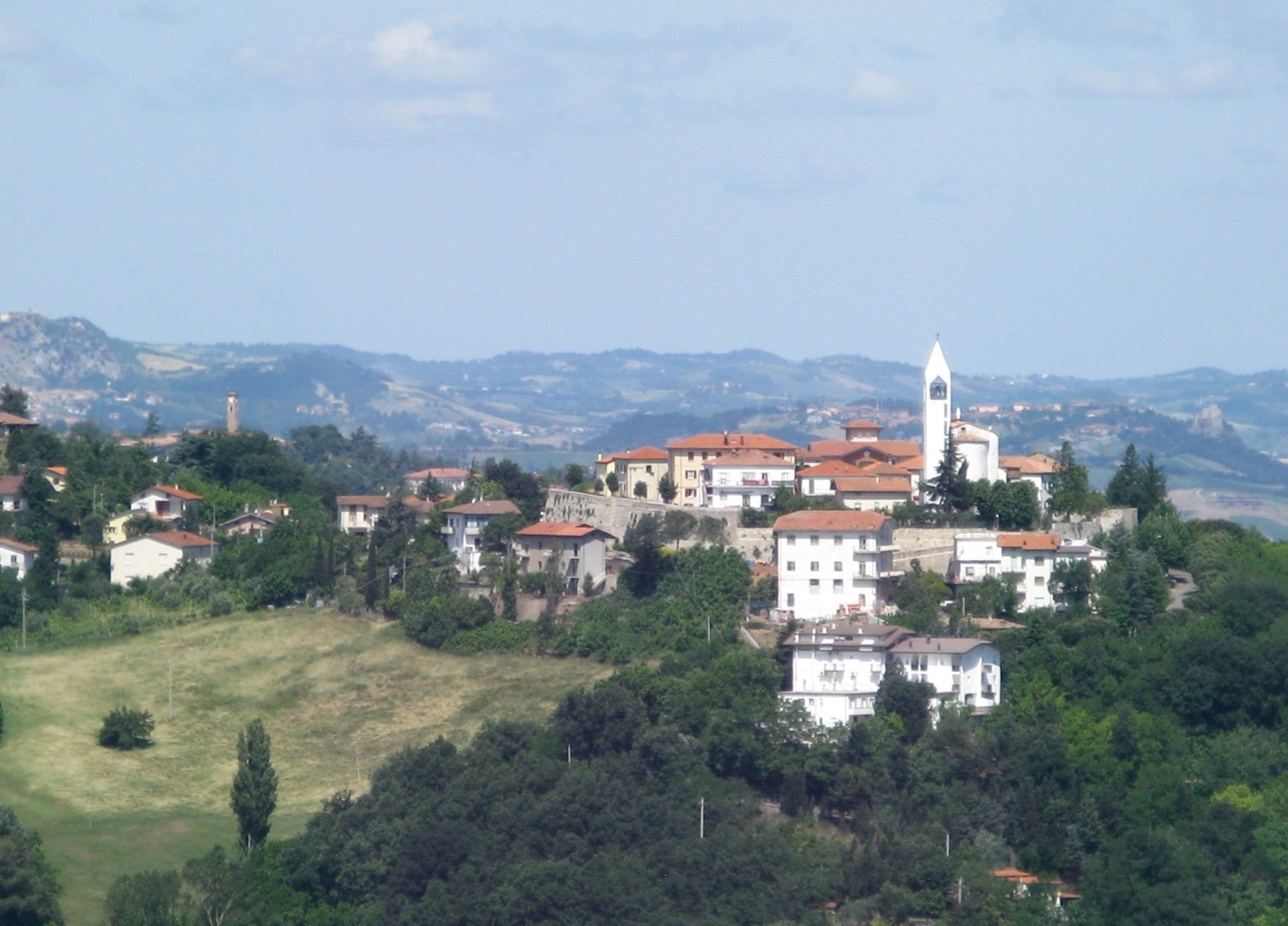
Gemmano.